# Ray Daniel (Fußballspieler, 1928)
William Raymond „Ray“ Daniel (* 2. November 1928 in Swansea; † 6. November 1997 in Clevedon) war ein walisischer Fußballspieler und -trainer. Der 21-fache Nationalspieler gewann als Mittelläufer 1953 mit dem FC Arsenal die englische Meisterschaft und war im direkten Anschluss für den Erstligakonkurrenten AFC Sunderland aktiv.

## Sportlicher Werdegang

### FC Arsenal
Daniel erlernte zu Beginn der 1940er-Jahre das Fußballspielen in seiner walisischen Heimat Swansea; eine Stadt, die zu dieser Zeit mehrere große Talente hervorbringen sollte, wie Trevor Ford, John und Mel Charles, Ivor und Len Allchurch, Cliff Jones und Terry Medwin. Er war 15 Jahre alt, als er während des Zweiten Weltkriegs für die erste Mannschaft von Swansea Town debütierte. Sein Potential blieb auch über die walisischen Grenzen hinaus nicht verborgen und so entschloss sich der FC Arsenal im Jahr 1946 dazu, ihn zu verpflichten – zunächst als Amateurspieler. Daniel trat damit in die Fußstapfen seines Bruders Bobby, der jedoch zu keinem Einsatz in der Profielf gekommen und im Krieg gefallen war. Zwölf Monate nach seiner Ankunft bei den „Gunners“ unterschrieb Daniel einen Profivertrag.
Etwas länger als erwartet musste der junge Mittelläufer auf seine Bewährungschancen beim Erstligisten warten, was vor allem an dem altgedienten Leslie Compton lag, der auch im fortgeschrittenen Fußballalter als Mittdreißiger Stammspieler auf Daniels Position blieb. Diese Tatsache änderte jedoch nichts daran, dass er ein Kandidat für die walisische Nationalmannschaft war und als Arsenal-Reservespieler debütierte er am 15. November 1950 im Roker Park beim 2:4 gegen England. In der Saison 1951/52 kam Daniel schließlich zu regelmäßigen Einsätzen in der Profielf von Arsenal. Erster Erfolg war für ihn das Erreichen des Endspiels im FA Cup, das Arsenal mit 0:1 gegen Newcastle United verlor, wobei die Gunners aufgrund einer schweren Verletzung von Walley Barnes knapp eine Stunde in Unterzahl spielen mussten. Daniel selbst fiel in dem Finale dadurch auf, dass er mit einem Unterarm in Gipsverband unter Schmerzen gespielt hatte, nachdem er sich drei Wochen zuvor bei einem Spiel in Blackpool verletzt hatte. Die Enttäuschung hielt nicht lange an, denn ein folgenden Jahr gewann Daniel mit Arsenal die englische Meisterschaft. Er war nun auf dem Höhepunkt seiner sportlichen Laufbahn, verpasste nur eins von 42 Ligaspielen und bildete mit Alex Forbes und dem Mannschaftskapitän Joe Mercer die Läuferreihe. Daniel galt als eine Art Äquivalent zu dem englischen Nationalspieler Neil Franklin, gleichsam solide, kreativ und technisch derart geschickt, dass er gelegentlich an einen Halbstürmer erinnerte. Dazu wirkte er in seinem Auftreten sehr selbstbewusst. Die Weichen für eine Fortsetzung der erfolgreichen Karriere bei Arsenal schienen gestellt, aber Unstimmigkeiten mit der sportlichen Leitung sorgten für seinen überraschenden Abgang im Juni 1953.

### AFC Sunderland
Der Erstligakonkurrent AFC Sunderland, der damals als „Bank von England“ unter den englischen Fußballklubs galt, baute eine mit Stars gespickte Mannschaft auf und überredete Daniel dazu, gemeinsam mit seinem Freund Trevor Ford (Mannschaftskamerad aus der walisischen Nationalmannschaft) in den Nordosten Englands zu kommen. Die Ablösesumme für Daniel betrug 27.500 Pfund und war ein Rekord für einen Abwehrspieler. Daniel führte sein neues Team zu einem vierten Platz in der Saison 1954/55, aber die hohen Erwartungen blieben nach den zahlreichen Investitionen zurück. Sunderland verschwand zunächst im Mittelmaß und danach in die unteren Tabellenregionen der ersten Liga. Zu den verzweifelten Maßnahmen von Trainer Bill Murray gehörte, dass er mit Daniel als Mittelstürmer experimentierte (erfolglos). Die Dinge entwickelten sich dramatisch im Jahr 1957, als sich Sunderland inmitten einer Kontroverse wiederfand. In dieser ging um illegale Zahlungen an Fußballer und hatte die Suspensiderung zahlreicher Spieler zur Folge, darunter auch die von Ray Daniel.
Das Jahr 1957 markierte einen Wendepunkt in Daniels Karriere. Er verlor nach insgesamt 21 A-Länderspielen seinen Platz in der walisischen Nationalmannschaft an Mel Charles und verpasste dadurch die Entwicklung hinzu zur Teilnahme Wales’ an der WM-Endrunde 1958 in Schweden. Im Oktober 1957 heuerte er für 7.000 Pfund in der walisischen Heimat beim Zweitligisten Cardiff City an und wechselte nur wenige Monate später kurz zurück zu seinem „Herzensklub“ Swansea Town. Nach dem Ende seiner Profilaufbahn lief er ab 1960 in der Southern League sieben Jahre für Hereford United auf und war zwischendurch in der Funktion des Spielertrainers unterwegs.

## Nach der aktiven Laufbahn
Abseits des Fußballs arbeitete Daniel als Gastwirt in Swansea, sowie als Vertreter für den Weinbrandhersteller Courvoisier und als Postmeister in Cockett, einem Dorf in der Nähe von Swansea. Er verstarb vier Tage nach seinem 69. Geburtstag im November 1997 in der englischen Stadt Clevedon.

## Titel/Auszeichnungen
- Englischer Meister: 1953